# Karevit
Karevit var i vendisk mytologi en gud, der afbildedes med seks hoveder ved siden af Rugievit, hvor han indtog pladsen som dennes væbner. De fire af hovederne var mandlige, og de to var kvindelige. Hans bryst fremviste en løves ansigt.
Alene blev Karevit kun afbildet med to ansigter; et tyrehoved på brystet og et hanehoved på maven.
| Mytologi | Spire Denne artikel om mytologi er en spire som bør udbygges. Du er velkommen til at hjælpe Wikipedia ved at udvide den. |